# День голосування
День голосування — день, на яких відповідно до закону призначено голосування на виборах чи референдумі.
День голосування — кульмінація виборчої кампанії. У білоруському виборчому законодавстві строки багатьох виборчих дій відраховуються з дня голосування.
Агітація в день голосування не дозволено. Агітаційні друковані матеріали, попередньо вивішені за межами приміщення для голосування, зберігаються в одних і тих же місцях.